# 톡토아부카 타이순 칸
타이순 카안(몽골어: ᠳᠠᠢᠼᠦᠩ
ᠬᠠᠭᠠᠨ Taiyisun Qa'an, 1410년 ~ 1452년 1월 19일)은 몽골 북원의 카안(재위: 1433년 ~ 1452년)으로 휘는  보르지긴 톡토아부카(몽골어: ᠲᠣᠭᠲᠠᠬᠤ
ᠪᠤᠬ᠎ᠠ
 Toγto'a Buqa) 혹은 토크토부카였다. 조선에 국서를 보냈을 때, 자신을 원 세조 쿠빌라이 세첸 칸의 후손이라고 칭했다. 명나라 사서에 의하면 그는 엘베그 니굴세그치 칸의 후손이었다.
1433년 오이라트의 순녕왕 토곤과 오이라트부에 의해 몽골의 대칸으로 추대되었고, 서몽골을 통치하였다. 1439년 오이라트 귀족들의 도움으로 동몽골의 경쟁자 아다이 칸을 제거하고 몽골을 통일, 이흐 온 구냐리 보그드 타이순 칸(Их Юан гүрний Их Богд Тайсун хаан)으로 즉위했다. 1441년 동몽골의 케룰렌강 유역 주변을 병합하여 전 몽골을 차지했다. 몽골이 1409년 명나라와의 케룰렌강 전투에서 패배한 이후, 그가 처음으로 몽골 부족을 재결합하고 명나라를 위협했으나, 실권은 오이라트부의 토곤 타이시와 그의 아들 에센 타이시에게 있었다. 
오이라트의 에센 타이시는 자신의 누이동생이 낳은 아들을 황태자로 옹립하려 했으나, 타이손 칸은 이를 반대하여 오이라트부의에센 타이시를 공격했다가 실패하고, 도리어 살해되었다. 정식 칭호는 '복드 타이순 칸'으로, '복드'(Богд)는 몽골어로 '위대한, 신성하다'는 뜻이었고, '타이순' 혹은 '타이송'은 몽골어로 '태종'(太宗)을 뜻했다. 다른 칭호는 '타이순 칸'(岱宗汗)이었다.

## 생애

### 생애 초기
톡토아부카 또는 토크토부카 타이순 칸은 1410년생이었으며 1416년 또는 1422년 출생설도 있다. 정확한 생일은 전해지지 않는다. 1416년생 설과 1422년생 설을 택하면 명사의 기록과 모순된다. 톡토아부카는 쿠빌라이 가문 출신으로, 원 순제 토곤 테무르 칸 혹은 천원제 토구스 테무르 칸의 손자인 카르고초크 두렌테무르 콩타이지의 손자였고, 아자이 타이지의 아들이었다. 《몽골원류》에 의하면 그는 쿠빌라이 가문 출신이었다고 한다. 중국측 자료인 《명사》에 의하면 엘베그 니굴세그치 칸의 증손으로, 카라호노크는 엘베그 니굴세그치 칸의 아들이었다. 《명사》의 다른 부분과 《만력무공록》(萬歷武功錄)에 의하면 원나라 황실 출신이었다고 한다. 또한 후일 조선의 국왕 세종에게 보낸 국서에서 스스로를 쿠빌라이 칸의 후손이라고 지칭했다.
이름 '톡토아부카'는 몽골어로 '중지', '중단'을 뜻하는 '토크토'(Тогтох)와 '황소'를 뜻하는 '부카'의 합성어였다.
명나라의 사서 《명사》에 의하면 아스드(알란, 아스, 아스트)부 수장 아룩타이 타이시와 부냐시리 울제이 테무르 칸이 명나라 군대와 교전하여 패배할 때 어린 톡토아부카가 명군에게 포로로 사로잡혀 끌려갔다는 기록이 전한다. 언제 명나라에서 몽골로 귀환했는지는 알 수 없다. 1433년 케룰렌강에 근거지를 두고 오이라트에 의해 명목상의 카안(대칸)으로 옹립되었다.
아자이 타이지(태자)가 죽자 톡토아부카는 동생 아그바르진, 만두울과 함께 몽골을 떠돌다가 명나라로 투항, 명나라 조정으로부터 감숙성의 변방이었던 에르친을 하사받았다. 그후 오이라트 부족 연합의 지도자인 토곤 타이시를 찾아갔다. 토곤 타이시는 톡토아부카와 그의 형제들을 받아들였다.

### 대칸 즉위 과정
톡토아부카는 논 호르친부 고를로스 씨족의 추장 차브단의 딸 알타가나(Altagana) 카툰과 결혼했으나 알타가나 카툰은 그의 부하와 사통했다. 분노한 톡토아부카는 알타가나와 이혼했고, 친정인 고를로스부로 돌려보냈다. 알타가나에게서 아들 멀런 칸이 태어났다. 훗날 오이라트부의 토곤 타이시는 톡토아부카와 자신의 딸을 결혼시켰다. 오이라트씨 사마르 타이푸(Samar taifu) 카툰에게서는 에센 몽케, 마르코르기스 오헤크트 칸 형제가 태어났다.
토곤 타이시는 오이라트부 수장이었던 바툴라(마흐무드) 칭상(승상)과 엘베그 니굴세그치 칸의 황녀인 사무르 공주의 아들이었다. 그는 스스로 대칸에 오르려 했으나, 칭기즈 칸의 직계 후손인 황금씨족이 아니라는 이유로 몽골의 귀족들이 반발했다. 1433년 토곤 타이시는 오이라트의 귀족들을 동원, 자신의 사위인 톡토아부카를 몽골의 대칸으로 선언하고 옹립했다. 국호는 대원(大元)이라 하고, 칸호는 대원의 '복드 타이순 칸'(ᠪᠣᠭᠳᠠ ᠲᠠᠢᠶᠢᠰᠦᠨ ᠬᠠᠭᠠᠨ, Богд Тайсун хаан, 博克多 岱总汗 혹은 博克多 太松汗)으로, '복드'는 몽골어로 '위대한, 신성한'이라는 뜻이었다. 칸호는 타이순 칸(岱总汗) 혹은 타이송 칸(太松汗)으로 이는 태종 칸(太宗 汗)이라는 뜻이다. 그해 톡토아부카 타이송 칸과 오이라트 토곤 타이시는 군사를 일으켜 아다이 칸을 공격, 몽골 동북부로 쫓아냈다. 그러나 동몽골은 여전히 아자이 칸의 세력권 아래에 있었다.
타이순 칸은 실질적으로 몽골의 동부 3개 부족을 다스렸고, 아그바르진 지농(친왕)에게는 몽골의 서부 3개 부족을 맡겼으며, 에센 타이시(태사)는 오이라트와 서부 4개 부족을 통치했다.

### 혼인 동맹
항 강 서쪽에 위치한 호르친부 일부는 논 강 동쪽까지 영향력을 행사했는데, 이들은 논 호르친(Non Horchin)부로 알려졌다. 또한 칭기즈 칸의 이복 동생 벨구테이의 후손인 온니우드(Onniud)부 역시 이 지역에 살았다. 이 영토는 몽골 대칸의 영토였지만 명나라와 직접 접해 있어 몽골의 군주와 귀족들은 항상 명나라의 영향을 받지 않도록 주의했다.
타이순 칸은 논 호르친부 고를로스(Горлос Gorlos) 씨족의 체브덴(Цавдан)의 딸인 알타가나(알트진)와 결혼했다. 에센 타이시는 온니우드부 주치(Juchi) 씨족의 막내 딸과 결혼했다. 당시 오이라트부의 에센 타이시는 카라델 칸국과 긴밀한 관계를 유지했는데, 카라델의 칸 두바다시르는 에센 타이시의 외조카였다. 따라서 타이순 칸 역시 이들과 밀접한 관계를 가지고 있었다. 1443년 에센 타이시는 다시 두바다시르 칸의 여동생과 결혼했다.
타이순 칸은 에센 타이시의 여동생인 두바다시르 칸의 어머니를 몽골에 초대했다. 얼마 뒤 두바다시르 칸이 왕비 및 여동생과 함께 카라코룸을 방문하고 타이순 칸에게 모자를 선물받으며 하밀로 귀국했다. 그 이후 하밀의 칸은 언제든지 카라코룸에 와서 몇 달 동안 머물렀다. 명나라 조정은 하밀이 몽골과 긴밀한 관계를 발전시키고 있는 사실에 매우 화가 났다. 그러나 두바다시르 칸은 명나라의 항의를 무시하고, 귀족들의 정치적 조언을 계속 구했다. 때때로 사마르칸트에서 온 사절이 에센 타이시를 통해  타이순 칸과 소통하기 위해 카라코룸으로 왔다. 에센 타이시는 킵차크 칸국과 차가타이 칸국에도 영향력을 행사할 계획을 세웠지만 킵차크 칸국은 내전이 벌어지고 있었고, 차가다이 칸국 역시 동부와 서부로 분리되어 끊임없이 전쟁을 하고 있었기 때문에 에센의 뜻대로 되지 않았다.

### 영토 분쟁
당시 동몽골과 명나라와 인접해 있던 우리앙카이는 몽골 대칸이 직접 다스리던 곳으로, 명나라와 영토 분쟁 지역이었다. 몽골의 극서쪽에서는 오이라트에 인접해 있는 하밀 칸국은 원래 원나라의 영토였으나, 자립하여 명나라에 귀순했다. 하밀 지역의 영토도 명나라에게 큰 관심을 끈 분쟁 지역이었다. 몽골 왕들과 귀족들은 방위와 육로 통신의 중요한 항구인 우리양카이 지역과 서부 하밀 지역을 완전히 장악하는 것을 최우선 과제로 삼았다.
동시에 향안고개 서쪽에 위치한 호르친아이막의 일부가 논강을 따라 고개 동쪽으로 이동하여 골로스아이막을 포함하여 논호르친으로 알려지게 되었다. 징기스칸의 동생 벨구데이의 후손인 온니구드 아이막(Onniud aimag)도 이 지역에 살았다. 대칸의 직할령인 이 지역은 명나라 국경과 접해 있었기 때문에 몽골 왕과 귀족들은 항상 명나라의 영향을 받지 않도록 주의를 기울였다.
몽골인들은 명나라로부터 무기를 얻는 데 관심이 있었으나, 타이순 칸은 무기 교역을 금지했다. 그러나 명나라 사람들이 좋은 몽골 말을 갖고 싶어하는 것을 안 에센 타이시는 몽골~중국 국경의 군인들이 백성들에게 말을 공급하고, 농작물 구입 외에 무기를 몰래 사들였다. 당시 명나라 국경 수비대는 에센과 활, 갑옷, 창, 칼과 같은 무기를 교환했다. 도중에 몽골 사절들은 장인들을 모아 무기를 만들고, 말을 몽골과 거래했고, 현지 중국 관리들은 활을 천으로 싸고 지푸라기 덤불에 화살을 넣어 몽골 사절에게 보냈다.

### 몽골 통일
타이순칸과 에센 타이시는 간수 성을 점령할 계획을 세우고 호시탐탐 노렸으나, 명나라는 간수 성일대의 방어를 강화했다.
1438년 오이라트의 추장 토곤, 아크바르진 지농 등과 함께, 명나라의 도움을 얻어 동몽골의 경쟁자 아자이 칸과 교전했다. 경쟁자인 아자이 칸의 아들을 사로잡았으며, 곧이어 아자이 칸을 살해하고 몽골을 통합하였다. 또한 오이라트부 토곤은 아수드부 아르구타이를 격살하여 아수드부를 와해시켰다. 이로서 타이순이 몽골 전역의 대칸이 되었다. 그러나 실권은 오이라트부의 토곤 타이시에게 있었다. 타이순 칸은 처음에 오이라트의 세력에 계속 저항하려 했지만 번번히 패하였고, 1439년에 오이라트와 화해할 수 밖에 없었다. 몽골 전체의 실권은 오이라트부 토곤 타이시에게 있었다.
토곤 타이시가 실권을 쥐는 동안 몽골은 명나라와 전쟁을 피하고, 정치적 협력과 무역에 중점을 두었다. 그러나 토곤 타이시는 명나라와의 전쟁을 계획하던 중 1439년갑자기 사망한다. 에센 타이시 집권 이후 명나라는 몽골이 변방을 위협한다는 이유로 제약을 서서히 가하기 시작했다.
1439년 혹은 1440년 토곤 타이시가 죽자 그 아들 에센 타이시를 오이라트부의 수령으로 임명하고, 아들 아그바르진을 황태자로 옹립했다. 몽골 지역의 지배자는 사실상 에센이었고 에센은 누이동생인 타이순 칸의 정부인으 사이에서 낳은 자식을 카안으로 옹립하려고 했다. 타이순 칸은 이에 반발해 다른 민족에게 사자를 보내 외교정책을 추진한다.  1441년 동몽골의 케룰렌강 유역 주변을 병합하여 전 몽골을 차지했다. 그러나 실권은 오이라트 귀족들에게 있었다.
타이순 칸은 에센 타이시의 요구대로 매년 명나라에 파견되는 사신의 수를 늘려 기존의 2백 명에서 1천 명으로 늘렸다. 사신이 명나라 황제에게 좋은 몽골 말을 선물로 주었을 때 금, 은, 비단에 해당하는 것을 받았다. 몽골로 돌아오는 길에 사절들은 국경을 따라 정착민들과 교역하였다. 그가 도착했을 때, 그는 그가 가져온 것을 팔아서 많은 돈을 벌었다. 또한 군사정보를 이용하여 중요한 정보를 입수하고, 정착된 정보와 정보를 교환하고, 이를 정치적 목적으로 이용하였다.
1442년 5월 조선에 사자를 보내 국서를 전달하였다. 여기서 태조 성길사 황제가 팔방(八方)을 통어(統馭)했으며, 조(祖) 설선 황제가 즉위(卽位)할 때에는 천하가 명령에 순종하지 않은 나라가 없었는데(太祖 成吉思皇帝統馭八方, 祖薛禪皇帝卽位時分) 라고 지칭하여 스스로를 쿠빌라이 칸의 자손이라 칭했다. 그러나 조선 조정에서는 몽골의 국서를 외면하였다. 타이순 칸은 홀로 에센을 공격했다가 후일 도리어 살해당하게 된다.
1440년대에 키르기스스탄과 싸워 잠시 동안 하미 오아시스를 정복했고, 여진에도 군사를 보내 종주권을 인정받았다.
타이손 칸은 체브덴의 딸 알타이 카툰(알타카나)가 하르친부의 칼차가이(ԛalčaүai)와 간통했다 하여 칼차카이를 죽이고, 알타이 카툰의 코와 귀를 베어버리고 직접 친정 골로스부로 데려가 파혼하였다. 골로스부의 추장 찹단은 타이손 칸에게 앙심을 품게 된다.

### 에센과의 갈등, 피살
1448년까지 에센 타이시는 오이라트, 몽골 군대를 이끌고 여진족, 우량카이를 복속시키고, 서부의 합밀 칸국, 투르판, 일리를 점령, 종주권을 확보했다. 타이순은 명목상 전 몽골과 만주, 알타이 산맥 주변의 통치자가 됐다. 그러나 실권은 오이라트의 에센 타이시에게 있었다. 1450년 에센 타이시가 이끄는 몽골-오이라트 군대는 명나라 정통제를 사로잡고, 명나라를 상대로 평화협상을 벌인다. 동시에 에센타이시는 다이순에게 자신의 누이에게서 태어난 아들을 후계자로 세울 것을 요구했지만 거절했다.
토목의 변 이후 태자의 옹립을 둘러싸고 타이 손 칸과 에센 사이에 갈등이 생긴다. 타이손 칸의 황후는 에센 타이시의 누이였지만, 에센의 누이 오이라트씨 황후 사이에 태어난 아들을 태자로 세우려하지 않고 다른 황후 사이에서 태어난 아들을 태자로 지명하려고 했다. 이에 에센 타이시는 불만을 품게 되었다. 또한 에센은 타이손 칸이 명나라와 교류하는 것을 보고, 명나라와 결탁 해 오이라트를 멸망 시키려하고 있다고 의심했다. 타이순 칸의 말과 갑옷을 훔친 자를 아크바르진 지농이 보호하면서 돌려주지 않자, 타이순 칸과 아크바르진 지농 사이에도 갈등이 생겼다.
1451년 타이순 칸은 군사를 일으켜 오이라트부 에센 타이시를 상대로 교전했다. 에센은 타이순 칸의 동생이자 r경쟁자 아그바르진 지농 등과 교류, 아그바르지에게 대칸의 자리를 약속했다. 이혼한 전처의 친정인 골로스부 역시 타이순에게 원한을 품고 반란에 가담했다. 1451년 12월 28일 명나라의 요동지역 장군 서등(徐勝)도 몽골로 쳐들어와 그의 처자와 몽골 백성들을 포로로 끌고 갔고, 에센 타이시와 싸우느라 명나라 군대를 막지 못했다. 1452년 1월 에센과 아그바르진은 카라코룸을 포위, 타이손 칸의 거처를 점령했다. 이때 대부분의 동몽골의 황족, 노얀들은 에센 쪽에게 넘어갔고, 타이순의 군대는 오이라트에게 참패했다. 타이순은 소수의 추종자들과 함께 카라코룸을 탈출, 케룰렌강변으로 도피했으나, 뒤쫓아온 오이라트 추격대에 의해 살해되었다. 케룰렌강변은 당시 골로스부의 영토였다. 타이순 칸을 암살한 것은 골로스부 지도자이자 전처의 아버지 체브덴(徹卜登)이라는 설도 있다. 
일설에는 내몽골 철리목맹(哲里木盟)과 지린성 궈얼뤄쓰(郭爾羅斯) 근처에서 살해되었다는 설도 있다. 황금사에 의하면 체브덴의 손에 살해됐다 한다. 몽골 황금사에 의하면 이때 타이송 칸은 오이라트부에 대대로 전해지던 원나라 황제와 카안의 옥쇄를 잃어버렸다 한다.

### 사후
타이손 칸이 살해된 후 에센 타이시는 동몽골 보르지긴 황족을 대대적으로 숙청했다. 이때 황족 중 어머니가 오이라트부 출신이 아닌 황족들은 모두 죽였다. 바로 아크바르지 지농이 바로 스스로 대칸을 선포하였다. 타이순 칸 사후에 동생인 아크바르지 지농이 그 뒤를 계승하지만, 그 역시 에센에 의해 살해당했다.
이후 에센에 의해 칭기스 칸 가계와 동몽골의 모든 흔적들은 모두 소실되었으며, 기록과 문서, 족보 등도 모두 소실되었다. 1453년 에센이 카안 자리에 오르면서 칭기즈 칸 가계가 아닌 오이라트 계통의 카안이 지배하게 되었고 이는 몽골 제국과 북원이 해체되는 계기가 된다. 존호 타이송은 몽골어로 태종(太宗)을 뜻한다.
명나라에서는 그를 인정하지 않아 다른 칭호로 부르거나, 북원의 태종(太宗)일 뿐이라며 일축했다.

## 가족 관계
- 부인 : 막툼 카툰
- 부인 : 알타가나 카툰(Алтгана хатан, 혹은 알트진(Алтжин) 또는 알탄(Алтан) 카툰)
  - 아들 : 태자 멩켈레이(Мөнхлэй), 아버지 타이손 칸보다 앞서 사망했으며, 몽골 황금사에 의하면 자살했다 한다.
  - 아들 : 멀런 칸 토구스몽케(Молон хаан Төгсмөнх)
  - 아들 : 일리(Или), 몽골 황금사에 이름만 간략하게 언급된다.
  - 아들 : 달리(Дали), 몽골 황금사에 이름만 간략하게 언급된다.

- 부인 : 사무르 카툰(Саймур хатун)
  - 아들 : 오헤크트 칸 마르코르기스
- 부인 : 오이라트 여성, 토곤 타이시의 딸
  - 아들 : 압단(Abdan)
  - 아들(?) : 아그바르진, 일설에는 그의 동생

## 같이 보기
- 에센 타이시
- 토목의 변
- 카라델 칸국